# Fokale kortikale Dysplasie
Als fokale kortikale Dysplasie, abgekürzt häufig als FKD oder auch engl. als FCD, wird die häufigste Gruppe kortikaler Malformationen bezeichnet. Es handelt sich um subtile fokale Störungen der Entwicklung der Großhirnrinde, die häufig mit einer Epilepsie vergesellschaftet sind.
Eine gängige Klassifikation der fokalen kortikalen Dysplasien ist die Einteilung nach Palmini. Patienten mit fokaler kortikaler Dysplasie vom Taylor-Typ (Palmini Typ II) scheinen einen günstigeren postoperativen Verlauf mit höherer Anfallsfreiheit nach epilepsiechirurgischen Eingriffen zu haben.
| Typ nach Palmini et al. | Histologie                                                                                                 | Häufigkeit |
| ----------------------- | --- | ---------- |
| Typ IA                  | isolierte Strukturanormalität der Architektur des Cortex cerebri (heterotope Nervenzellen im Marklager)    | 60 %       |
| Typ IB                  | Strukturanormalität der Architektur des Cortex cerebri mit Nachweis sogenannter Riesenneuronen             | 11 %       |
| Typ IIA                 | (Taylor-Typ FCD): Architekturanomalitäten des Cortex cerebri mit Nachweis von dysmorphen Nervenzellen      | 4 %        |
| Typ IIB                 | (Taylor-Typ FCD): Architekturanomalitäten des Cortex cerebri mit Nachweis von bizarren ballonierten Zellen | 25 %       |